# مگس‌گیر نوک‌قایقی
مگس‌گیر نوک‌قایقی (نام علمی: Megarynchus pitangua) یک پرنده گمجشک‌سان از تیرهٔ ژیان‌مرغان است که تنها عضو سردهٔ تک‌نماد Megarynchus است.
در جنگل‌های باز با تعدادی درختان بلند در جنوب مکزیک تا بولیوی و آرژانتین و تا ترینیداد زادآوری می‌کند.

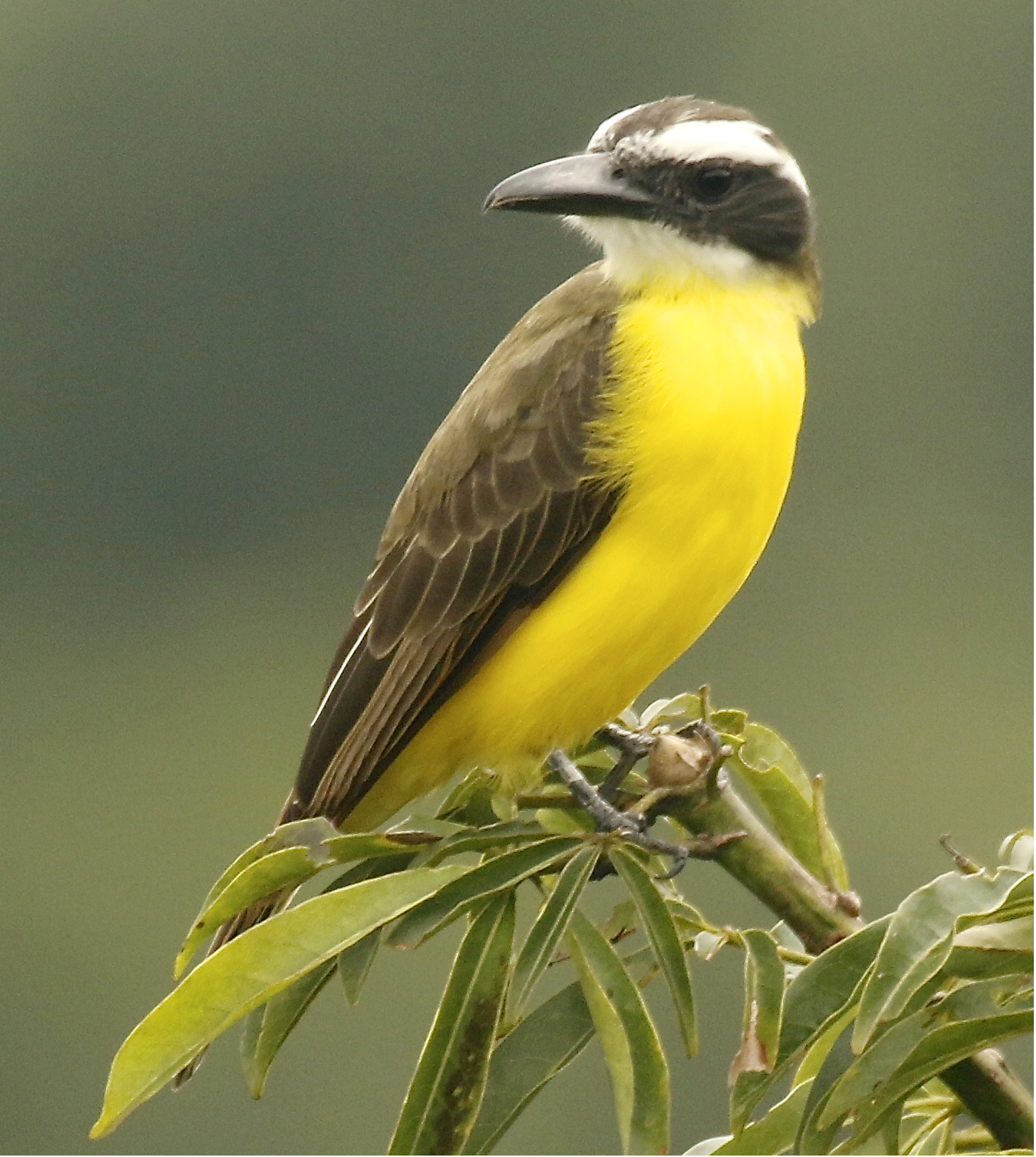
در اکوادور